# Captain Buzz Lightyear – Star Command
Captain Buzz Lightyear – Star Command (englisch Buzz Lightyear of Star Command) ist eine US-amerikanische Zeichentrickserie der Walt Disney Company aus dem Jahr 2000 mit 65 Folgen. Sie basiert auf dem ersten computeranimierten Spielfilm Disneys und Pixars aus dem Jahr 1995, Toy Story.

## Handlung
Die Serie handelt von einem Team, das gegen dunkle Mächte des Bösen kämpft. Es setzt sich aus so genannten Space Rangern zusammen und steht unter dem Kommando der intergalaktischen Schutzorganisation Star Command. Einer der Gegner ist Zurg, ein leicht inkompetenter, aber dafür umso machtgierigerer Kriegsherr. Das Space Ranger-Team, das sich ihm immer wieder entgegenstellt, besteht neben Buzz Lightyear als dem Anführer des Teams aus der mutigen Prinzessin Mira Nova vom Planeten Tangea, die psychokinetische Kräfte besitzt, dem Roboter XR, der mit viel Hightech ausgestattet ist, und einem dicken, starken, aber sehr treuherzigen Alien namens Booster.

## Charaktere
Mitglieder von Star Command
- Buzz Lightyear ist ein hochrangiger Space Ranger, der für seinen Heldenmut und seine Tapferkeit bekannt ist. Er ist ein sehr außergewöhnlicher, teils aber auch sehr sturköpfiger Mann, der laut seinem Motto für die Rettung der Galaxie "bis zur Unendlichkeit und noch viel weiter" gehen würde.
- Prinzessin Mira Nova ist sowohl ein Ranger-Anfänger als auch die Erbin des Throns von Tangea, auf den sie jedoch wegen einer Karriere bei Star Command (vorerst) verzichtet. Sie kann mithilfe des Erbes ihres Volkes durch Wände gehen und besitzt begrenzte, telepathische Fähigkeiten (wie z. B. der "tangeanische Hirngriff"). Sie ist neben XR das jüngste Teammitglied.
- Booster Sinclair Munchapper ist ein dinosaurierähnliches Alien, das sowohl einen großen Appetit hat als auch sehr stark ist. Eigentlich gehörte Booster zu der Putzkraft von Star Command, wurde aber als Belohnung für seinen selbstlosen Einsatz schließlich zu einem treuen Teammitglied.
- XR (Abkürzung für "experimenteller Ranger") ist ein kleiner Roboter, der R2-D2 ähnelt. Er besteht aus vielen kleinen Einzelteilen, in die er bisweilen zerfällt. XR steht für „Experimenteller Ranger“ und ist der Prototyp eines mechanischen Rangers, der speziell für Buzz konstruiert worden war, da jener sich nach dem Verschwinden von seinem alten Partner Warp Antimatter geweigert hatte, je wieder einen lebenden Partner anzunehmen. XR ist ausgesprochen intelligent, aber auch sehr besserwisserisch. Nichtsdestotrotz beweist er in der Serie immer wieder seinen Mut und Würdigkeit als Space Ranger.
- Commander Nebula ist der Kommandant von Star Command und der Chef von Buzz Lightyear und seinem Team. Er hat sein Bein verloren und besitzt an dessen Stelle eine einfache Bein-Prothese. Der oft gereizte Commander Nebula redet in der Serie meist mit einer lauten, militärisch anmutenden Stimme. Er war für die Erschaffung von XR mitverantwortlich, denn er unterschrieb eine Petition, ohne darauf zu achten, was darauf stand. XR bezeichnet den Commander in der Serie immer wieder als "Vater".
- Die KGMs (Abkürzung für "kleine, grüne Männchen") stellen das technische Personal und die Wissenschaftler von Star Command dar. Sie sind etwa einen Meter groß, besitzen drei Augen und sind durch das mystische "Überhirn", das sich auf ihrer Heimatwelt befindet, untereinander telepathisch verbunden. Die KGMs sind zuweilen auch sehr scherzhaft und lieben es, Commander Nebula Streiche zu spielen.

Gegner
- Imperator Zurg ist der Herrscher eines großen Reiches, dessen Sitz auf dem Planeten Z ist. Zurg ist ein tyrannischer Despot, der unbedingt die Galaxie erobern will. Meist werden seine Pläne jedoch von Buzz Lightyear und Star Command vereitelt. Zurg trägt eine Rüstung, mit deren Hilfe er fliegen kann, außerdem kann er seine Arme in sämtliche Waffen verwandeln. Zurg erwähnt im Film, dass er der Vater von Buzz Lightyear sei, in der Serie wird diese Theorie allerdings nicht wieder aufgegriffen.
- Warp Antimaterie (englisch Warp Darkmatter) auch Agent Z genannt, ist der abtrünnige Partner von Buzz Lightyear, der im Film augenscheinlich einer Explosion zum Opfer gefallen ist. Später stellt sich heraus, dass Warp die Explosion arrangiert hat, um zu Zurgs Imperium überzulaufen. Zurg soll Warp bereits seit der Collegezeit finanziell unterstützt haben. Warp verlor in der ersten Folge bei einem Unfall seinen rechten Arm und ersetzte ihn durch eine Prothese, die er in verschiedene, teils schwerkalibrige Waffe verwandeln kann.
- XL (Abkürzung für extra large) ist der Vorgänger von XR, ein Roboter-Prototyp, der jedoch aufgrund von technischen Störungen lahmgelegt wurde. Später fand Zurg den Körper von XL und belebte diesen mithilfe von Upgrades wieder. XL entschloss sich wutentbrannt Zurg anzuschließen und sein Leben der Kriminalität und des Kampfes gegen Star Command zu widmen. Regelmäßig bricht er in Roboter-Labors ein, um moderne Spezialwaffen und -techniken zu stehlen und später einzuverleiben.
- NOS-4-A2 (ausgesprochen "Nos-fi-a-tu", eine Anspielung auf den Film Nosferatu) ist ein Roboter-Vampir, der von Zurg erschaffen wurde. NOS-4-A2 kann mithilfe von Computerviren, die er durch Bisse in Maschinen injizieren kann, deren Kontrolle übernehmen. Offenbar wirken sich seine Bisse auch auf Menschen aus: so wird Ty Parsec z. B. durch einen Biss von NOS-4-A2 in Wirewolf, einen Cyborg-Werwolf verwandelt.
- Gravitina ist eine außerirdische Femme fatale, die sich unsterblich in Buzz verliebt hat. Sie besitzt einen großen Kopf und kann (wie der Name bereits andeutet) die Gravitation von Objekten und Personen verändern und kontrollieren. Sie verbündet sich in späteren Folgen mit Zurg gegen Star Command.
- Torque ist ein Alien-Verbrecher, der sowohl als Räuber, Schmuggler sowie als auch als Terrorist tätig ist. Zurg implantierte Torque neuartige Technologien, die es ihm ermöglichen, sich selber zu vervielfältigen, dabei kann er Kopien seiner selbst als loyaler Helfer oder willkommene Ablenkung erzeugen. Allerdings sind diese "Klone" nicht stabil und zerfallen bereits nach kurzer Zeit wieder in ihre Einzelteile. Torque ist allerdings nicht sonderlich intelligent, weshalb seine Pläne meist nicht klappen und er sich meist an den Enden der Folgen in einem Gefängnis von Star Command wiederfindet, nur um darauf zu warten, dass Zurg ihn wieder befreit.
- Die Grubs sind Zurgs Personal und das Pendant zu den KGMs, obwohl sie weit weniger kompetent sind. Sie stellen Zurgs Forscher, Ingenieure und Techniker dar. Die insektenhaften Wesen scheinen die Ureinwohner des Planeten Z zu sein. In späteren Folgen wird klar, dass die Grubs von Zurg unterdrückt werden und eigentlich in Frieden leben wollen.
- Gehirne (englisch Brain Pods) sind Zurgs Wissenschaftler, in Gläser eingelegte Gehirne, an denen sich noch die Augen und Teile der Wirbelsäule befinden. Sie können sich dank kybernetischer Körper fortbewegen und ihren Tätigkeiten nachgehen. Insgeheim wollen die Gehirne jedoch wie die Grubs in Frieden leben und lehnen insgeheim Zurgs Herrschaft ab.
- Hornissen (englisch Hornets) sind Zurgs loyale Fußsoldaten, dünne, gelb lackierte Kampfroboter. Sie dienen Zurg als Soldaten, Wachen und Sicherheitspersonal. Die Hornissen können fliegen und besitzen Waffen, die in ihre Arme integriert sind. Die Hornissen scheinen nicht sehr intelligent zu sein und können offenbar nicht sprechen, stattdessen machen sie sich meist durch Armbewegungen bemerkbar. Sie treten in einer Vielzahl von verschiedenen Formen auf, die vom Krieger bis zum riesigen, gewaltigen Zerstörerroboter reichen. Hergestellt werden diese Soldaten in riesigen, voll automatisierten Fabriken auf dem Planeten Z. Die Hornissen erinnern vom Aussehen und Verhalten her stark an die Battle Droids aus Star Wars: Episode I – Die dunkle Bedrohung.
- Natron ist eine bösartige, uralte, an eine Mumie erinnernde Lebensform von Planeten X, die vor tausenden Jahren von "den Beschützern" in eine Art von Stasis gebracht wurde, um sie von weiteren Taten abzuhalten. Tausende von Jahren später finden die KGMs während archäologischen Ausgrabungen auf Planet X seinen Tempel, und erwecken Natron unbeabsichtigt zu neuem Leben. Kurz darauf fror er fast alles Leben auf Capital Planet ein, Natron konnte jedoch wieder von den KGMs besiegt werden, als diese ihm die Lebenskraft entzogen, die er kurz zuvor von Warp Antimaterie geklaut hatte. Nun ruht er wieder in seinem Tempel auf Planet X, wo seine Stasiskammer jedoch unter ständiger Beobachtung steht. Dank seiner Fortgeschrittenen Technologie ist er neben Zurg einer der stärksten Gegner von Buzz Lightyear. Der Name Natron ist eine Anspielung auf Natrium, das oftmals bei Mumifizierungen verwendet wurde.
- Angstrom gehört wie Mira Nova zum Volk der Tangeaner. Der vorherige, imperiale Kanzler war einst der Freund von König Nova und sein treuer Berater. Später jedoch schloss er sich durch Gier getrieben einer Rebellengruppe an, die den König stürzen wollte, ein Plan der jedoch dank der Hilfe von Buzz und seiner Crew vereitelt werden konnte.

## Orte, Planeten und Welten
- Jo-Ad ist ein Bauern-Planet, auf dem es fast nur Farmen gibt. Der Planet ist aufgrund seiner agraren Wirtschaft sehr wichtig für die Galaxis. Jo-Ad ist eine relativ ruhige Welt, die jedoch hin und wieder durch Torque tyrannisiert wird. Jo-Ad ist Boosters Heimatwelt.
- Capital City ist der Hauptplanet von Star Command und das Zentrum der Regierung. Gleichzeitig ist der Planet auch der intergalaktische Versammlungsort der verschiedenen Welten.
- Die Handelswelt (englisch Trade World) ist das wirtschaftliche Zentrum der Galaxie und aufgrund seiner riesigen Bevölkerung der Ort der meisten Verbrechen. Weil die einheimischen Behörden meist mit den Kriminellen fertigwerden, mischt sich Star Command nur selten ein.
- KGM Heimatwelt (englisch LGM Home Planet) ist der Heimatplanet der KGMs und ihres „Überhirns“. Im Film überfällt Zurg zusammen mit Agent Z den Planet, wobei ein Großteil der Städte auf der KGM Heimatwelt zerstört werden.
- Planet Z ist der Sitz von Zurgs Imperium und das Zentrum seiner imperialen Macht. Der Planet wird von künstlichen „Verteidigungsmonden“ umkreist, die mit Abwehrdrohnen, Lasergeschützen und Raketen bestückt sind. Planet Z ist eine rötlich gefärbte Welt ohne Flora oder einheimische Tierarten. Planet Z ist vor allem eine Industriewelt, auf der Zurgs Hornissen und seine Raumschiffe gebaut werden, außerdem gibt es auf Planet Z eine Vielzahl riesiger Versuchslabore, in denen mit der Genetik, neuartigen Klontechnologien und extrem moderner Nano-Technologie experimentiert wird. Ob Planet Z Zurgs Heimatwelt ist, bleibt ungeklärt, die einzige, einheimische Rasse scheinen die Grubs zu sein.
- Mahamba 6 ist ein Vergnügungs- und Ferienplanet, der stark an das irdische Hawaii sowie Disney World erinnert.
- Tangea ist Mira Novas Heimatwelt, eine schöne, stark kulturell an die Renaissance-Zeit erinnernde Welt mit einer Monarchie. Die Tangeaner sind Wesen, die über eine Vielzahl von Fähigkeiten verfügen, unter anderem können sie sich durch feste Gegenstände bewegen, indem sie sich durchsichtig machen können.
- Planet der Witwen und Waisen (englisch Planet of Widows and Orophans) ist eine nicht näher beschriebene Welt, auf der nur „Unschuldige“ leben. Zurg möchte den Planeten im Film mit seiner neuen Strahlenkanone unter Beschuss nehmen.
- Nordpolaris (englisch North Polaris) ist die Heimat von Santa Claus, eine Raumstation, die an eine riesige Schneekugel erinnert. Zurg sabotiert den Weihnachtsmann und seine Helfer, die in diesem Fall KGMs sind, um Weihnachten zu verhindern.
- Planet X ist eine verlassene, öde Welt, die einst von einer großen Zivilisation bevölkert wurde. Die Oberfläche des Planeten ist eine große, ausgesprochen lebensfeindliche Wüste. Auf Planet X befinden sich einige ausgestorbene Städte sowie der Tempel von Natron.
- Sitka 7 ist ein Eisplanet, auf dem sich besonders der Schneesport großer Beliebtheit erfreut. Von der Erscheinung her erinnern die einheimischen Städte an die Schweizer oder österreichischen Alpen.
- Verdentia ist ein dschungelhafter Planet, dessen Einwohner als besonders friedliebend gelten. Die Verdentianer sind Vegetarier und besitzen eine Kultur, die stark an das antike Griechenland erinnert. Im Film gelingt es Zurg dank dem entführten Überhirn der KGMs, die totale Kontrolle über Verdentia zu erlangen.
- Roswell ist ein Planet, auf dem die Einwohner etwa auf dem technischen Stand von 1947 sind. Ironischerweise entsprechen die Einwohner den klassischen Außerirdischen mit großen Köpfen und Augen sowie kleinen Körpern. Die Einwohner von Roswell fürchten sich vor „Außerirdischen“, die für sie in diesem Fall Buzz und sein Team darstellen.
- Sands de Solay war ein Ferien-Planet, der versehentlich durch ein Raumschiff, das von Buzzs Crew gesteuert wurde, zerstört wurde.
- Canis Lunis ist ein Planet, auf dem es dauerhaft Nacht ist und ständig Vollmond. Außer einer Station von Star Command gibt es auf Canis Lunis nur sehr geringe Vegetation. Auf Canis Lunis wird Ty Parsec von NOS-4-A2 in Wirewolf verwandelt. Der Name des Planeten besteht entweder aus den lateinischen Worten „Canis“ (einer Art Wildhund) und „Luna“ (dem Mond) oder ist eine Anspielung auf den lateinischen Namen des Wolfes (Canis Lupus).

## Veröffentlichung
Die Erstausstrahlung erfolgte in den USA vom 14. Oktober 2000 bis zum 13. Januar 2001 im ABC. Die deutsche Fernseh-Premiere war am 19. August 2001 im Disney Channel. Später folgten Ausstrahlungen durch ProSieben, RTL, RTL II, Super RTL und Toon Disney.
Die Serie wurde unter anderem ins Französische, Italienische und Finnische übersetzt.

## Synchronisation
| Rolle                | Englischer Synchronsprecher | Deutscher Synchronsprecher |
| -------------------- | --------------------------- | -------------------------- |
| Buzz Lightyear       | Patrick Warburton           | Walter von Hauff           |
| Prinzessin Mira Nova | Nicole Sullivan             | Anna Carlsson              |
| Booster              | Stephen Furst               | Hubertus von Lerchenfeld   |
| XR                   | Larry Miller, Neil Flynn    | Florian Halm               |

## Captain Buzz Lightyear – Star Command: Das Abenteuer beginnt!
Der Film Captain Buzz Lightyear – Star Command: Das Abenteuer beginnt! ist ein Pilotfilm zu Captain Buzz Lightyear – Star Command. Im Film ist Buzz Lightyear ein Space Ranger, der gegen den bösen Emperor Zurg kämpft. Tim Allen übernimmt dabei die englische Synchronstimme. Der Film erschien am 8. August 2000 in den Vereinigten Staaten als Direct-to-Video-Film.